# Hexabranchus sanguineus
Sên vũ công Tây Ban Nha (danh pháp hai phần Hexabranchus sanguineus) là loại sên biển rất lớn. Loài này thường sinh sống ở vùng biển nhiệt đới của Ấn Độ Dương và Biển Đỏ.
Loài tôm hoàng đế sống hội sinh trên loài này. Trong một số ngôn ngữ, loài này được đặt tên chung "vũ công Tây Ban Nha" vì động tác bơi lội quay cuồng, và màu đỏ của chúng, làm gợi nhớ đến chiếc váy đung đưa của một vũ công flamenco.